# ケプラー1625
ケプラー1625 (英語: Kepler-1625) とは、地球から見てはくちょう座の方向にある恒星である。太陽系から約8,000光年離れた位置にあり、太陽系外惑星の存在が確認されている。

## 惑星系

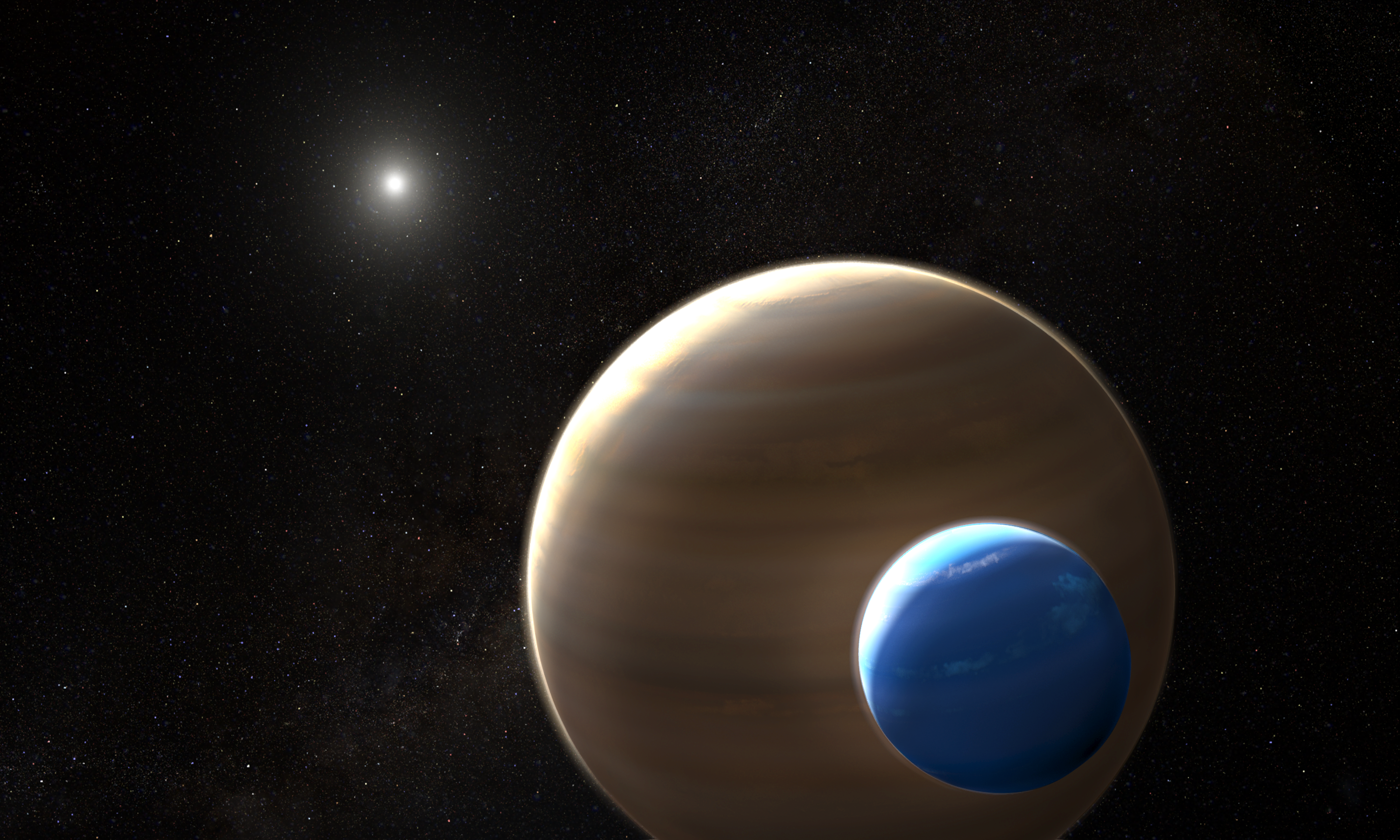
惑星ケプラー1625bと、その周りを公転する衛星の想像図

太陽系外惑星ケプラー1625bを持つことが確認されている。この惑星には、2017年7月に、海王星サイズの太陽系外衛星と見られる候補天体ケプラー1625b Iが存在する可能性が示されており、2018年10月にその証拠を示す研究結果が発表されている。確認されれば、史上初めて明確に確認された太陽系外衛星となる。しかし、2019年4月にはその存在を示す研究成果がアーティファクトであることが指摘されており、存在しない可能性が高くなっている。
| 名称 （恒星に近い順） | 質量   | 軌道長半径 （天文単位） | 公転周期 (日)              | 軌道離心率 | 軌道傾斜角 | 半径             |
| --------------------- | ------ | ----------------------- | -------------------------- | ---------- | ---------- | ---------------- |
| b                     | 3.0 MJ | 0.98+0.14 −0.13         | 287.37278+0.00075 −0.00065 | —          | —          | 11.4+1.6 −1.5 R⊕ |